# Alain Bizos
 (mai 2021).
La mise en forme du texte ne suit pas les recommandations de Wikipédia : il faut le « wikifier ».
Les points d'amélioration suivants sont les cas les plus fréquents. Le détail des points à revoir est peut-être précisé sur la page de discussion.
- Les titres sont pré-formatés par le logiciel. Ils ne sont ni en capitales, ni en gras.
- Le texte ne doit pas être écrit en capitales (les noms de famille non plus), ni en gras, ni en italique, ni en « petit »…
- Le gras n'est utilisé que pour surligner le titre de l'article dans l'introduction, une seule fois.
- L'italique est rarement utilisé : mots en langue étrangère, titres d'œuvres, noms de bateaux, etc.
- Les citations ne sont pas en italique mais en corps de texte normal. Elles sont entourées par des guillemets français : « et ».
- Les listes à puces sont à éviter, des paragraphes rédigés étant largement préférés. Les tableaux sont à réserver à la présentation de données structurées (résultats, etc.).
- Les appels de note de bas de page (petits chiffres en exposant, introduits par l'outil «  Source ») sont à placer entre la fin de phrase et le point final[comme ça].
- Les liens internes (vers d'autres articles de Wikipédia) sont à choisir avec parcimonie. Créez des liens vers des articles approfondissant le sujet. Les termes génériques sans rapport avec le sujet sont à éviter, ainsi que les répétitions de liens vers un même terme.
- Les liens externes sont à placer uniquement dans une section « Liens externes », à la fin de l'article. Ces liens sont à choisir avec parcimonie suivant les règles définies. Si un lien sert de source à l'article, son insertion dans le texte est à faire par les notes de bas de page.
- La présentation des références doit suivre les conventions bibliographiques. Il est recommandé d'utiliser les modèles {{Ouvrage}}, {{Chapitre}}, {{Article}}, {{Lien web}} et/ou {{Bibliographie}}. Le mode d'édition visuel peut mettre en forme automatiquement les références.
- Insérer une infobox (cadre d'informations à droite) n'est pas obligatoire pour parachever la mise en page.

Pour une aide détaillée, merci de consulter Aide:Wikification.
Si vous pensez que ces points ont été résolus, vous pouvez retirer ce bandeau et améliorer la mise en forme d'un autre article.
 (mai 2021).
 (mai 2021).
Il peut être nécessaire de l'améliorer pour respecter le principe de neutralité de point de vue. Veuillez consulter la page de discussion pour plus de détails.

Pour les articles homonymes, voir Bizos.
Alain Bizos, né en 1947 à Paris, est un artiste et photographe français.

## Expositions personnelles
- 1970 : Green Street Gallery, New York
- 1972 : Galerie Ferrero, Nice
- 1981 : Galeries Fnac
- 1983 : Galeries Fnac, puis toutes les galeries FNAC
- 1986 : Musée N.Niepce, Chalon-Sur-Saône
- 1988 : La Sellerie, Aurillac
- 1988 : Fondation Cartier, Jouy-en-Josas
- 1989 : Institut Français de Santiago, Chili
- 1990 : Centre Culturel Français de Mogadiscio, Somalie
- 1993 : Musée d'Art Moderne, Angoulême
- 1997 : Couvent des Minimes, Visa Pour L'Image, Perpignan
- 2005 : Biennale de Bamako, Mali
- 2007 : Gobelins, École de l'Image, Paris
- 2008 : Galerie VU', Mesrine par Bizos, Paris[1]
- 2013 : Galerie VU', En Toute Liberté, Paris[2]
- 2009 : Image Singulières, Sète
- 2010 : Galerie VU', Arles
- 2015 : Mayday Mayday Mayday, Bambaataa Le Bronx 83, Paris
- 2015 : Le Comptoir Général, Paris
- 2020 : Polka galerie Paris[3]
- 2022 : 110 Galerie, La Gazette de BizBiz, Paris

## Expositions collectives
[Quand ?]
- De Libé à Vu, Exposition itinérante
- Agnès B., Le Cardigan pression, Édition et exposition
- Hommage à Ferrari, Fondation Cartier pour l'Art Contemporain
- One day in the life of America, Denver, U.S.A
- Lecture..lectures, Centre G.Pompidou, Paris
- 3 jours en France
- Le Plaisir de photographier, Éditions Maeght
- 8 à Marseille, Musée de la vieille charité
- Rencontres internationales de la Photographie, Arles
- Paris Photo
- Art Paris
- Les galeries FNAC, France
- La Maison rouge, Paris
- Hauser & Wirth, N.Y.C et Hong Kong, 2018
- Musée d'art contemporain Grenoble 2019
- 2023 : Galerie S, Change, Paris

## Ouvrages
- 2013 : "Alain Bizos - Regard Fulgurant"; Ce livre a été publié à l'occasion de l'exposition de l'artiste, En toute liberté, à la Galerie VU'

- 2006 : ''Arman / Bizos, amitié photographique'' ; Pierre Restany, Auteur ; Alain Bizos, Photographe; Paris : Hermann (Beaux livres)